# Comuna Snitkiv, Murovani Kurîlivți
Snitkiv (în ucraineană Снітків) este o comună în raionul Murovani Kurîlivți, regiunea Vinnița, Ucraina, formată din satele Reasne și Snitkiv (reședința).

## Demografie
Componența lingvistică a satului Snitkiv
     Ucraineană (98,2%)
     Rusă (1,54%)
     Alte limbi (0,13%)
Conform recensământului din 2001, majoritatea populației satului Snitkiv era vorbitoare de ucraineană (98,2%), existând în minoritate și vorbitori de rusă (1,54%).